# Бігунь (річка)
Бігунь, Бігунька — річка в Україні й Білорусі, у Овруцькому й Лельчицькому районах Житомирської (Україна) та Гомельської (Білорусь) областей, права притока Лохниці (басейн Прип'яті).

## Опис
Довжина річки приблизно 37 км. 

## Розташування
Колишня назва Бегунька. Бере початок у межах села Бігунь. Тече на північний захід через село Дуби. Перетинає українсько-білоруський кордон і на півдні від села Картиничи Лельчицького району впадає в річку Лохницю, праву притоку Свидівки.